# Mabini
Mabini é um município de  primeira classe de renda municipal (d) na província Batangas, nas Filipinas. De acordo com o censo de 1 de maio  de  2020 possui uma população de 50 858 pessoas e 11 725 domicílios.